# Elizabeth Allen Rosenbaum

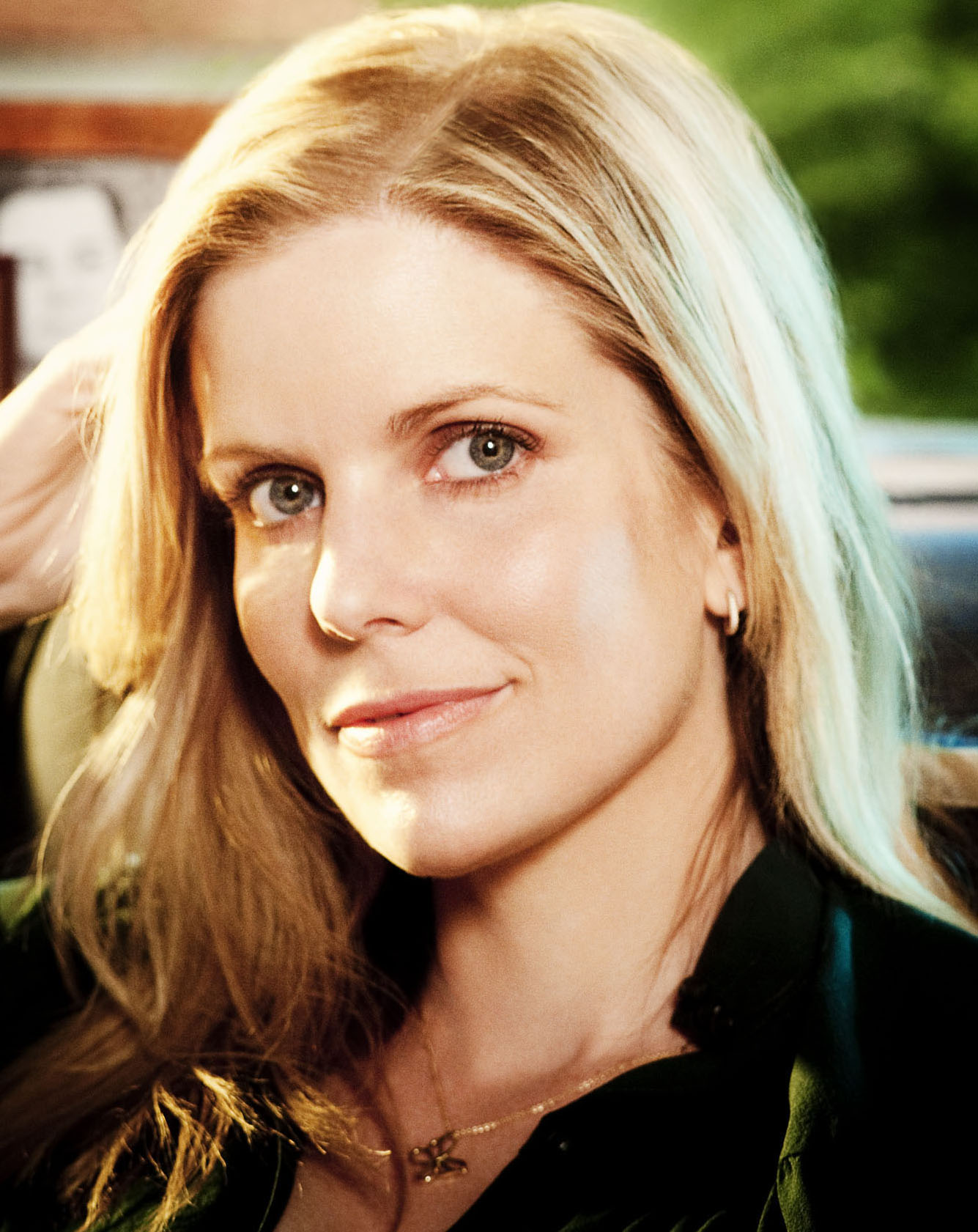
Elizabeth Allen Rosenbaum

Elizabeth Allen Rosenbaum, ook wel bekend als Liz Allen, is een Amerikaans filmregisseur. Ze regisseerde onder andere Ramona and Beezus, een film gebaseerd op een boekenreeks door Beverly Cleary. Ze regisseerde daarnaast afleveringen van The Exorcist, Empire, Gossip Girl en 90210.

## Filmografie
- Exorcist (2017)
- Empire (2017)
- The Resident (2018)
- Famous in Love (2017)
- The Arrangement (2017)
- MacGyver (2017)
- Careful What You Wish For (2015)
- Franklin & Bash (2012)
- 90210 (2011)
- Vampire Diaries" (2010)
- Life Unexpected (2010)
- Ramona and Beezus (2010)
- Gossip Girl (2009)
- Aquamarine (2006)
- Eyeball Eddie (2000) (short film)